# ゴシェン
ゴシェン（ヘブライ語: גֹּשֶׁן）は聖書の創世記の中のヨセフ物語に登場する地名である。ゴセンとも表記する。七十人訳聖書は「アラビヤのゲセム」また「ゲサン」 (ギリシア語: γεσαν)と訳している。また、物資貯蔵の街「ラメセスの地」とも言われる。現在の、ファクス（かつてのファルクサ) より、サフト・エル・ヘンネ) までの地とされている。
エジプトの宰相になったヤコブの息子ヨセフによるヤコブ一家のエジプト移住から、出エジプトまで、イスラエル人が居住した下エジプトの一地方である。居住と牧畜に適した地であった。
ラメセスはイスラエル人が建てた町で、出エジプトの際に、イスラエル人はラメセスから出発した。
もう一つの説は、ヨシュアが征服したカナンの地の一つで、ユダ部族の相続地の中の町にも同名のゴシェンがある。

## 概要
かつてはラメセス2世（紀元前1290-1224年頃）が建てたのがラメセスとされ、出エジプトはラメセスの統治期以前には遡りようがないと考えられた。しかしそれ以前からその地にはヒクソス人が居住し、大規模な都市を作り上げていた場所でもあった。ゴシェン＝ラメセスは単なる地名の意味でしか無いという論も多い。セプトゥアギンタでは「ヘブライ人の土地であるゴシェンは、ファルクサを中心とする東デルタのノモスである」としている。この地は元は古代エジプト語でグスムと読まれ、ゴシェンとも一致する。周辺のテル・アル＝ダバアはかつてヒクソスが建てたアヴァリスに比定されており、「ヘブライ人の居住地」として同セム語のヒクソスの所有地を含めていたことが見て取れる。